# Бад-Петерсталь-Грисбах
Бад-Петерсталь-Грисбах (нем. Bad Peterstal-Griesbach) — община в Германии, в земле Баден-Вюртемберг. 
Подчиняется административному округу Фрайбург. Входит в состав района Ортенау.  Население составляет 2698 человек (на 31 декабря 2010 года). Занимает площадь 41,24 км².

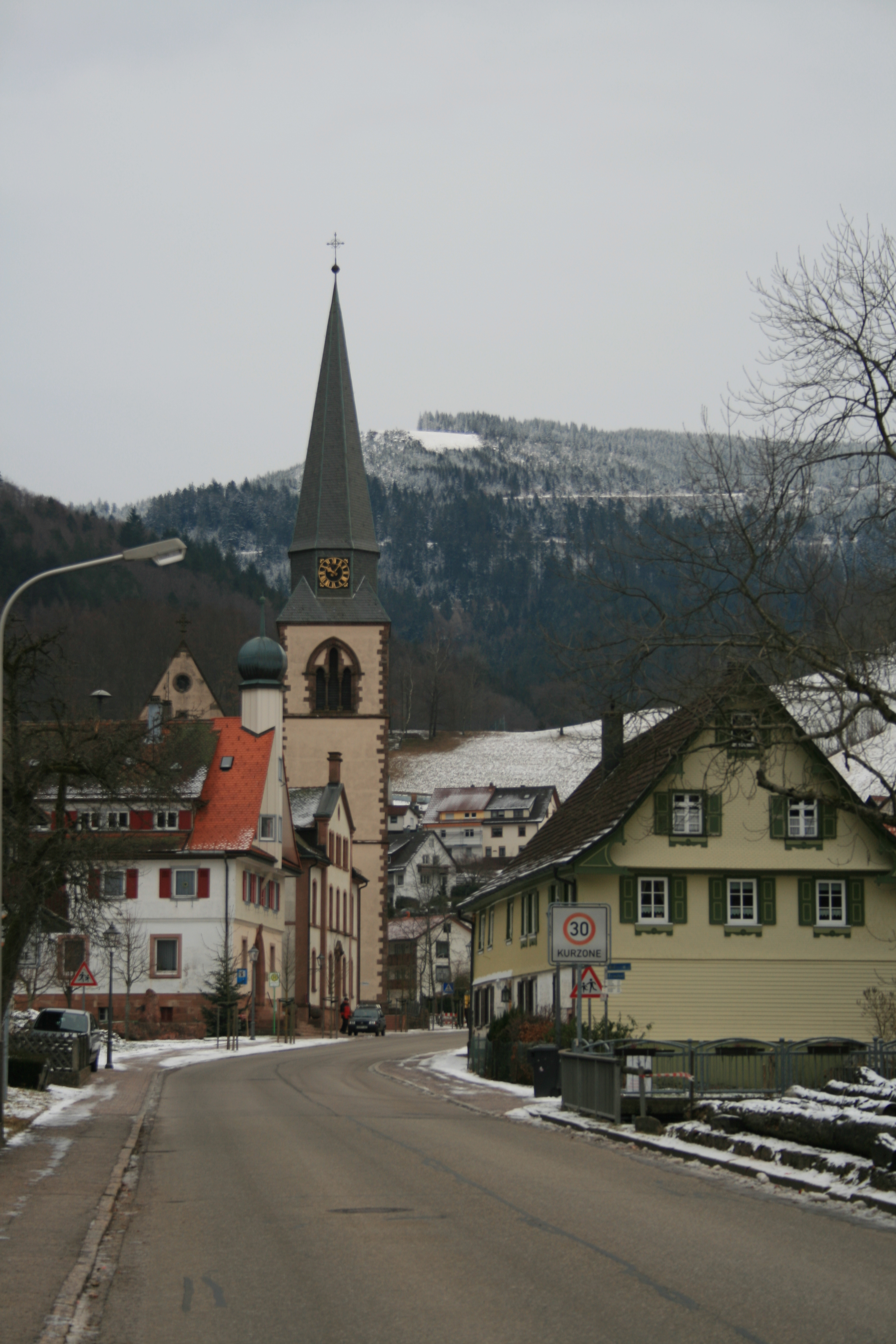
Бад Грисбах

## География
Бад-Петерсталь-Грисбах расположен в центральной части горно-лесного массива Шварцвальд.

### Состав общины
Бад-Петерсталь-Грисбах состоит из ранее самостоятельных общин Бад Грисбах (Ренхталь) и Бад Петерсталь.

## История

### Ранняя история
Бад Петерсталь и Бад Грисбах с XIV в. принадлежали к правлению Оберкирх под руководством Архиепархии Страсбурга. 

### XIX век
Германская медиатизация повлекла за собой изъятие церковной собственности в пользу государства. В 1803 году оба посёлка Бад Петерсталь и Бад Грисбах перешли под управление Курфюрста Баденского, а позже - в распоряжение Великого герцогства Баден. Оба населённых пункта принадлежали к окружному ведомству Оффенбург. 

### XX век
При перераспределении административных округов, в 1939 г. Бад Петерсталь и Бад Грисбах перешли в управление земельного округа Оффенбург. 
С 1973 г. оба посёлка объединены в Бад Петерсталь-Грисбах и относятся к новообразованному округу Ортенау.

## Культура и достопримечательности

### Музеи
- Шварцвальдский музей мопедов и самокатов
- Музей истории курорта минеральных вод
- Музей батраков и винокурения

### Памятники архитектуры
- Башня Хаберер (нем.Haberer-Turm).  Смотровая башня высотой в 16 м. была построена на вершине Кройцкопф в 1899 г. и названа в честь медицинского советника Альберта Хаберера (1838-1893). Научная работа Хаберера о целебных свойствах минеральных источников в долине Ренхь послужила весомым вкладом в развитие водного курорта.
- Католическая приходская церковь Св. Петра и Павла (нем. Kath. Pfarrkirche St. Peter und Paul) была построена в 1807 г. в стиле классицизма. В 1923-1927 гг. здание церкви было значительно расширено и преобразовано в стиле нео-классицизма. Колокольня прилегает к боковой части продольного нефа. Главный вход подчёркнут колоннами и треугольным фронтоном. Несмотря на асимметричную архитектурную композицию церковь Св. Петра и Павла считается одним из лучших примеров архитектуры периода нео-классицизма в земле Баден-Вюртемберг.
- Часовня Св. Анны (нем. Kapelle St. Anna)
- Павильон Бад Грисбах (нем. Pavillon Bad Griesbach) знаменателен тем, что здесь была скреплена подписью первая конституция земли Баден.
- Рёзхеншанце (нем. Röschenschanze - окоп розочек), так же известный под названием Швабеншанце (нем. Schwabenschanze - швабский окоп). Укрепление XVIII в., представляет собой дамбы в форме 6-конечной звезды радиусом 110 м. и высотой 2 м.
- Здание клиники Шлюссельбад (нем. Schlüsselbad Klinik)
- Шведеншанце (нем. Schwedenschanze - укрепление/окоп Шведов) - четырёхугольное крепостное сооружение, основанное в XIV веке
- Питьевой павильон у источника Софии (нем. Brunnentempel Sophienquelle)

### Зелёные насаждения и зоны отдыха
- курортный парк Бад Петерсталь
- курортный парк Бад Грисбах

### Памятник природы
- Скала Клагштайн (нем. Klagstein)
- Природный заповедник озёрной равнины (нем. See-Ebene)
- Скала Тойфельсканцель (нем. Teufelskanzel)

### Регулярные мероприятия
- Торжественная заря оркестра народного ополчения  (нем. Bürgermilliz)
- Праздник патроната Петра и Павла
- „Праздник летней ночи“ музыкального общества

## Экономика и инфраструктура

### Транспорт
Федеральная дорога B28 проходит через обе части населённого пункта. Земельная дорога L93 соединяет Бад-Петерсталь-Грисбах с населёнными пунктами в долине Вольфталь. Железная дорога через долину Ренхьталь была построена в 1926 г. Бад-Петерсталь-Грисбах располагает двумя железнодорожными вокзалами. Электричка из Бад-Петерсталь-Грисбах проходит через Аппенвайер и входит в межрегиональную железнодорожную сеть       

### Местные предприятия
- Производство минеральной воды Peterstaler Mineralquellen ГмбХ
- Производство палетт TREYER ГмбХ
- Пяти звёздочный гостиничный комплекс Dollenberg
- Производство минеральной воды Griesbacher Mineral- und Heilquellen GmbH
- Производство минеральной воды Schwarzwald-Sprudel GmbH

### Образование
В Бад-Петерсталь-Грисбах находится одна начальная школа и один школьный комплекс, объединяющий в себе начальную школу, среднюю школу и среднюю школу с профессиональным уклоном 

### Спорт
- Место проведения кубка мира международной федерации лыжного спорта
- Трамплин для роликовых лыж
- Спортивная площадка
- Открытый плавательный бассейн

## Религия
В Бад-Петерсталь-Грисбах находятся католическая и евангелическая Церковные общины.  